# سامانثا سميث (تنس)
     لشخصية أخرى تحمل اسم سامانثا سميث، طالع سامانثا سميث (توضيح).

سامانثا سميث (بالإنجليزية: Samantha Smith)‏ مواليد 27 نوفمبر 1971 في إسكس، إنجلترا، هي لاعبة كرة مضرب بريطانية سابقة وكانت تلعب باليد اليمنى. أعلى تصنيف لها في الفردي كان المركز الـ 55 في سنة 1998. سبق أن شاركت في دورة الألعاب الأولمبية الصيفية.

## روابط خارجية
- سامانثا سميث على موقع رابطة محترفات التنس (الإنجليزية)
- سامانثا سميث على موقع الاتحاد الدولي لكرة المضرب (الإنجليزية)
- سامانثا سميث على موقع كأس بيلي جين كينغ (الإنجليزية)
- سامانثا سميث على موقع خلاصة التنس.كوم (الإنجليزية)
- سامانثا سميث على موقع أوليمبيديا (الإنجليزية)